# 雷姆斯河谷凯尔嫩
雷姆斯河谷凯尔嫩（德語：Kernen im Remstal，發音：[ˈkɛʁnən ʔɪm ˈʁɛmstaːl]）是德国巴登-符腾堡州斯图加特行政区雷姆斯-穆尔县的市镇，面积15.04平方千米，2023年12月31日人口为15,429人。